# Дворец Нации (Киншаса)
Дворец Нации (фр. Palais de la Nation) — дворец в Киншасе. Находится в районе Гомбе. С 2001 года является официальной резиденцией президента Демократической Республики Конго. Расположен на севере Киншасы на берегу реки Конго.

## История

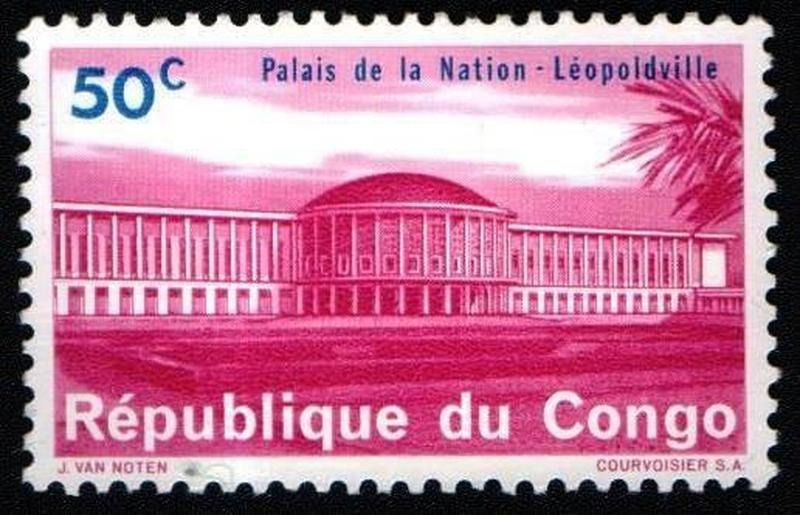
Почтовая марка Конго с изображением Дворца Нации, 1964 год

Дворец был построен в 1956 году по проекту бельгийского архитектора Марселя Ламбриса как официальная резиденция генерал-губернатора Бельгийского Конго. После независимости Конго от Бельгии в 1960 году дворец стал символом нового государства.
Официальные церемонии, посвящённые независимости, в том числе провозглашение королём Бельгии Бодуэном независимости Конго и выступление премьер-министра Республики Конго (Леопольдвиль) Патриса Лумумбы, осуждающее колониализм, состоялись во дворце 30 июня 1960 года.
Некоторое время здание являлось резиденцией парламента, который теперь находится во Дворце народа после обретения независимости страны. После падения режима Мобуту Сесе Секо и восстановления Конго, перед дворцом был построен мавзолей Лорана-Дезире Кабилы.